# Giovanni Ricchiuti

Wappen von Giovanni Ricchiuti

Giovanni Ricchiuti (* 1. August 1948 in Bisceglie, Provinz Barletta-Andria-Trani) ist ein italienischer römisch-katholischer Geistlicher mit dem persönlichen Titel eines Erzbischofs und emeritierter Bischof von Altamura-Gravina-Acquaviva delle Fonti.

## Leben
Giovanni Ricchiuti empfing am 9. September 1972 durch den Erzbischof von Trani und Barletta, Giuseppe Carata, das Sakrament der Priesterweihe. Bis 1975 besuchte er das Päpstliche Bibelinstitut in Rom. Anschließend war er bis 1976 Rektor des Knabenseminars des Erzbistums Trani und Barletta. Nach einigen Jahren als Gemeindepfarrer wurde er 1994 Rektor des Päpstlichen Regionalseminars für Apulien.
Am 27. Juli 2005 ernannte ihn Papst Benedikt XVI. zum Erzbischof von Acerenza. Der Sekretär der Kongregation für die Bischöfe, Kurienerzbischof Francesco Monterisi, spendete ihm am 8. Oktober desselben Jahres die Bischofsweihe; Mitkonsekratoren waren der Erzbischof von Trani-Barletta-Bisceglie, Giovanni Battista Pichierri, und der emeritierte Erzbischof von Acerenza, Michele Scandiffio. Die Amtseinführung erfolgte am 15. Oktober 2005.
Am 15. Oktober 2013 ernannte ihn Papst Franziskus zum Bischof von Altamura-Gravina-Acquaviva delle Fonti unter Beibehaltung des persönlichen Titels eines Erzbischofs. Die Amtseinführung erfolgte am 4. Januar des folgenden Jahres.
Am 7. Dezember 2023 nahm Papst Franziskus seinen altersbedingten Rücktritt an.